# Harnachement du cheval
Pour les articles homonymes, voir Harnachement.

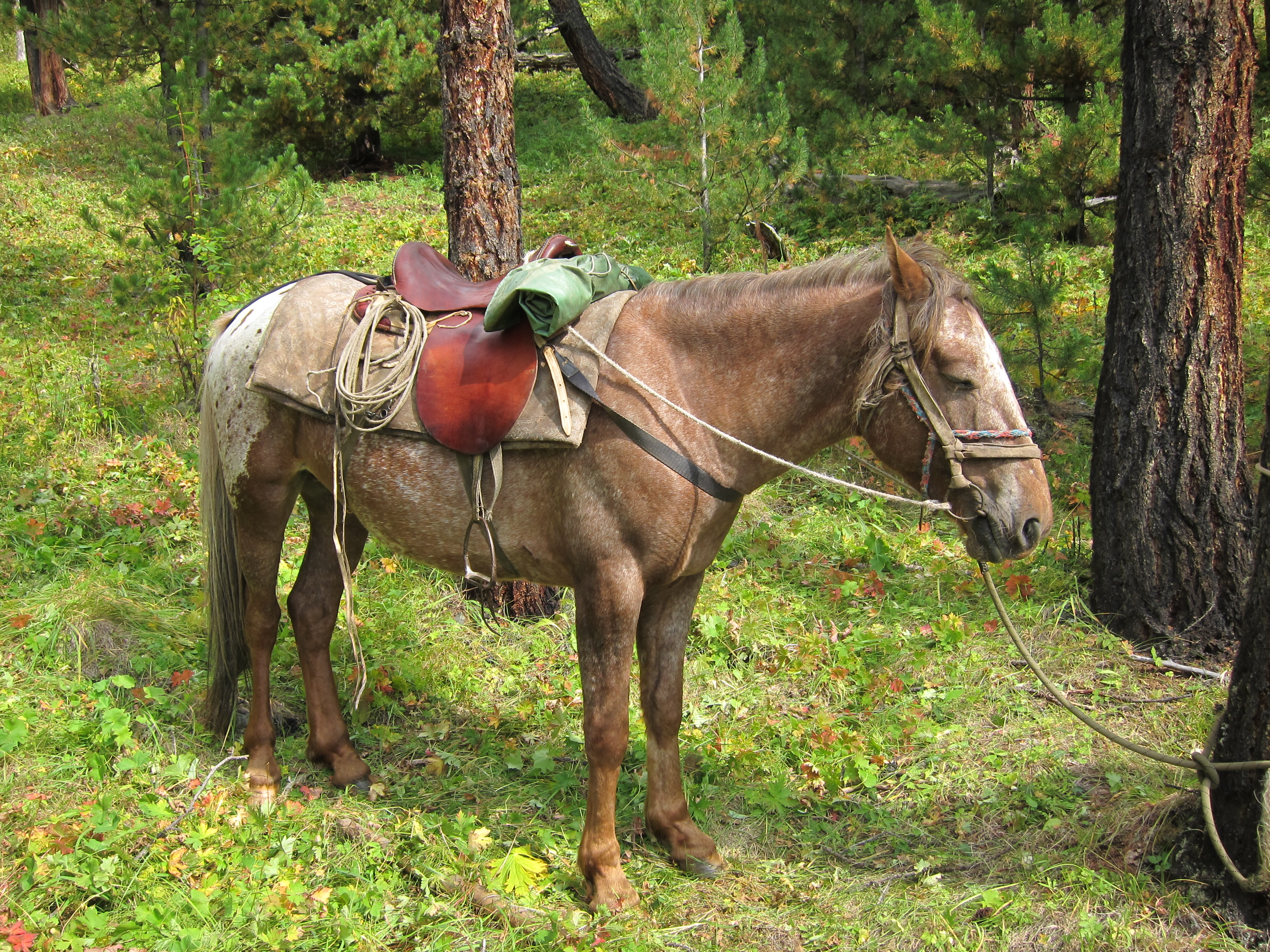
Cheval de selle harnaché pour l'équitation

Le harnachement du cheval est l'ensemble des pièces qui servent à équiper un cheval domestique pour le travail, le sport ou les loisirs : selles, mors, étriers, filets, harnais et différents enrênements. L'action d'équiper le cheval de ces objets est elle aussi appelée le « harnachement ».
Le matériel conçu pour le cheval, qu'il soit de selle ou de trait, peut parfois être utilisé pour l'âne et le mulet, parfois d'autres grands herbivores domestiques.

## Étymologie et histoire
Le mot est attesté au XIVe siècle, sous la forme harnasment, puis arnechement, pour désigner l'« ensemble des harnais, équipement des chevaux », vers 1494. L'usage du verbe « harnacher » est attesté dès 1636. L'histoire du harnachement épouse étroitement celle de la domestication. Les premiers harnachements présumés remontent à la culture Botaï, des outils en os y ont été utilisés avec des lanières en cuir brut lisses, pour la fabrication de cordons en cuir brut et de cordes, utiles pour le harnachement. Des objets similaires sont connus dans la steppe, mais la façon dont ces lanières ont été utilisées reste peu claire. Les plus anciens artefacts clairement identifiés comme étant des mors pour chevaux sont des bois de cervidés liés à l'invention du char, sur le site de Sintashta-Petrovka. Les premiers restes de chariots, et donc de harnachement pour l'attelage, remontent aux mêmes cultures, 2100-1700 ans avant notre ère. Des chariots funéraires se retrouvent dans la culture d'Andronovo, vers le IIe millénaire av. J.-C..

## Harnachement de la tête

### Licol
Le licol se place sur la tête de l'animal et permet ensuite à l'humain d'avoir une prise pour le conduire ou encore l'attacher grâce à la longe. Les licols sont généralement fabriqués en matières synthétiques ou en cuir. Il est aussi possible de fabriquer un licol à partir d'une corde, technique fréquemment employée par les vachers, cow-boys et bergers.

### Filet et bride

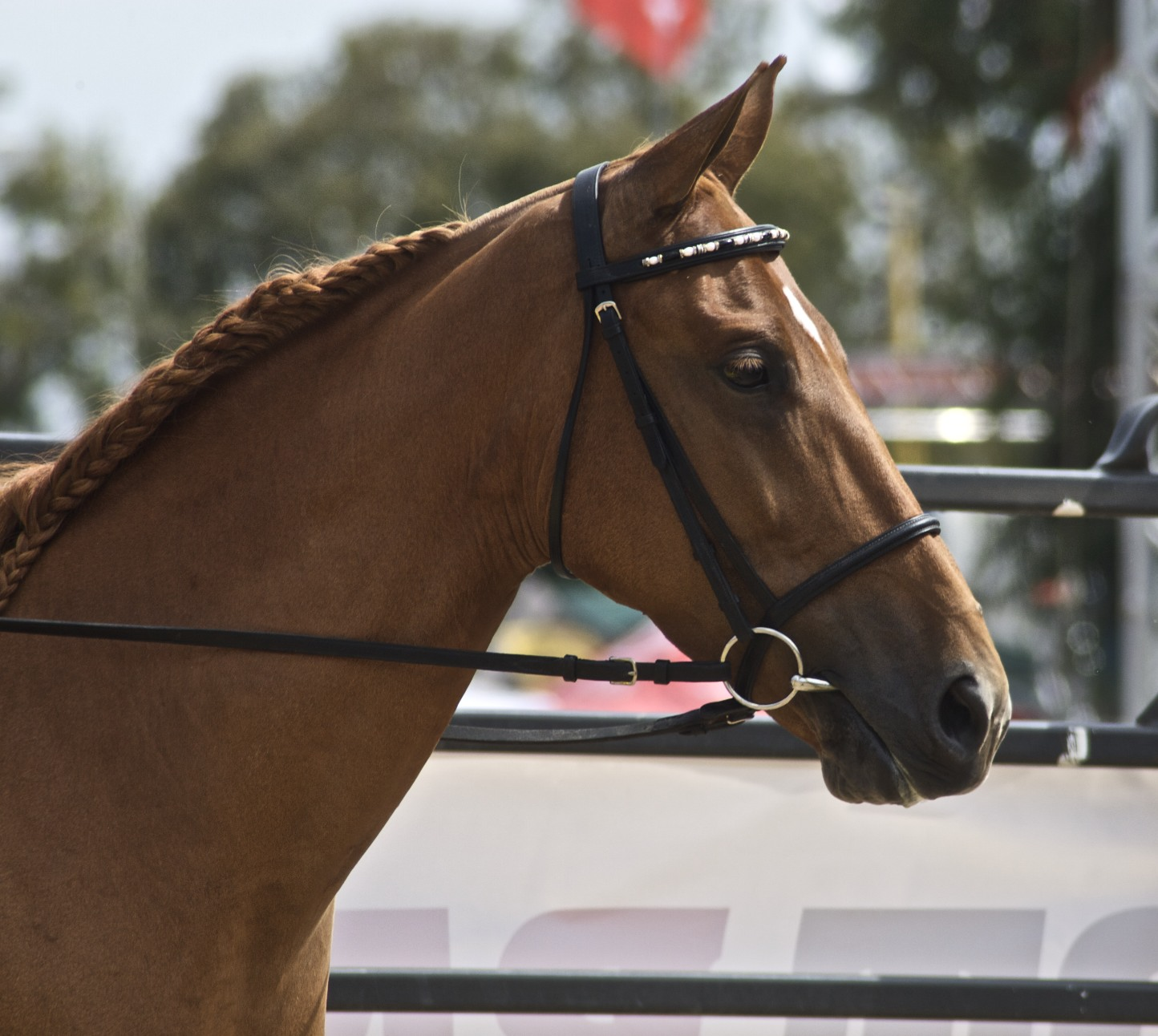
Cheval avec un filet et des rênes en cuir, avec un mors en métal.

Le filet, également appelé bridon, est un ensemble de lanières, en cuir ou synthétique, qui sert à maintenir le mors en place dans la bouche du cheval. La bride a la même fonction, si ce n'est qu'elle maintient deux mors en place, le mors de bride et le mors de filet, et s'utilise donc avec quatre rênes. La bride est surtout utilisée en compétition de dressage. Le terme de « bride » est parfois utilisé pour parler indistinctement de filet ou de bride.

#### Mors
Le mors, également appelé « embouchure », est une pièce métallique ou de caoutchouc placée dans la bouche du cheval. Attaché aux rênes et maintenu par les montants du filet ou de la bride, il permet de le conduire et de régler son allure. Des rondelles de mors en caoutchouc peuvent lui être ajoutées pour protéger les lèvres d'un éventuel pincement des anneaux du mors, et certains modèles disposent d'aiguilles latérales.

#### Hackamores et brides sans mors
Le hackamore désigne un type de filet particulier, qui est caractérisé par l'absence de mors. Il est composé d'une muserolle qui travaille par points de pression sur la tête du cheval, sur le chanfrein et le menton, parfois associée à une pièce métallique qui la relie aux rênes (hackamore mécanique). Il ne passe pas dans la bouche et permet donc à l'animal de s'abreuver et de se nourrir sans être gêné. Il est le plus souvent associé à l'équitation western et dérivé des traditions espagnoles.

#### Rênes
Les rênes sont de longues lanières souples en cuir ou en matière synthétique. Toujours reliées à l'embouchure (ou autre, type hackamore), elles sont tenues en main par le cavalier, que celui-ci soit en selle ou à pieds pour contrôler la monture. En attelage, les rênes sont appelées « guides » ou dans un attelage. Elles permettent notamment d'influencer sur la direction et la vitesse de l'animal.

## Selles

Cheval équipé d'une selle anglaise, sur laquelle on peut voir un étrier.

Les selles sont des sièges destinés à permettre au cavalier de s'asseoir sur le dos du cheval. Généralement incurvée et le plus souvent en cuir, elle se place sur le dos de la monture, permettant à la fois de répartir le poids porté par celle-ci et de sécuriser le cavalier. Une sangle, parfois légèrement élastique, permet de la maintenir en place en faisant le tour du corps de l'animal et en passant quatre pouces derrière les membres antérieurs. L'étrivière est la pièce, de cuir généralement, reliant la selle à l'étrier.
La selle la plus courante dans les pays occidentaux est la selle anglaise, utilisée pour l'instruction en centre équestre et permettant la pratique de la plupart des disciplines d'équitation. La selle western est également très populaire, en particulier pour la randonnée. La selle de course est un modèle léger utilisé en sport hippique. 

### Étriers
Les étriers, suspendus de chaque côté de la selle grâce aux étrivières, sont des anneaux métalliques fournissant au cavalier deux point d'appui pour ses pieds. La base plate est appelée plancher, et destinée à recevoir la semelle du cavalier. Les étriers peuvent être fabriqués en acier inoxydable, en carbone ou en aluminium. Ils permettent de se mettre en selle plus facilement et de garder un bon équilibre à cheval. Plusieurs types de semelles anti-dérapantes peuvent venir recouvrir le plancher pour éviter au pied de glisser.

## Enrênements
Les enrênements sont des lanières qui agissent sur l'attitude du cheval pour compléter les aides du cavalier. Ils sont employés pour stabiliser le cheval dans une attitude pratique et faciliter le travail gymnastique, intervenant principalement sur l'orientation de l'encolure et l'angle de fermeture tête/encolure. Ils servent de limite supérieure : lorsque l'attitude du cheval se modifie et dépasse une certaine limite, alors, l'enrênement agit.

## Harnachement d'attelage

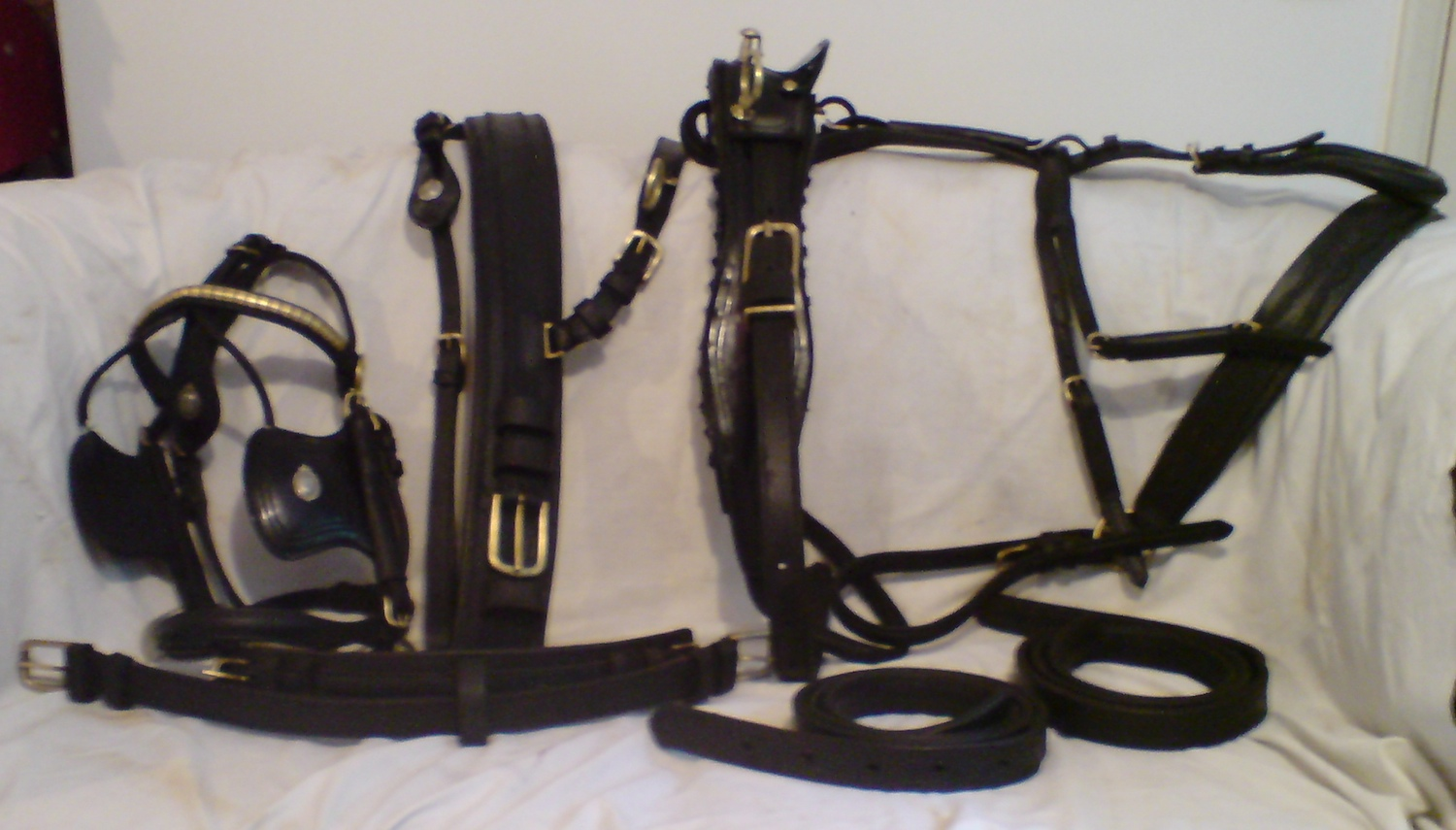
Les différentes pièces du harnais, dont la bride avec œillères et la bricole.

La pratique de l'attelage exige un harnachement différent de celui d'un animal de selle. L'équipement permettant de tracter est appelé un harnais, il est composé d'une bride, d'une bricole ou d'un collier d'épaule, des traits, de l'avaloire, de la sellette et des guides. Une particularité de la bride par rapport à celle utilisée en équitation est de pouvoir être munie d'œillères, tant pour protéger les yeux du cheval de la mèche du fouet du meneur que pour lui éviter d'être distrait par ce qui se passe sur les côtés.